# PEGASE
PEGASE es una misión espacial propuesta para construir un interferómetro de doble apertura, compuesto por tres satélites en vuelo libre. El objetivo de la misión es el estudio de los Júpiter calientes (Pegásidos), enanas marrones y el interior de los discos protoplanetarios.
La misión se llevaría a cabo por el Centre National d'Études Spatiales y se está estudiando actualmente para su lanzamiento en 2010-2012